# The Nest of the Turtledove
O Ninho da Rola (em ucraniano:  Гніздо горлиці) é um filme de drama ucraniano de 2016 dirigido por Taras Tkachenko. Foi nomeado como um dos três filmes seleccionados como a inscrição ucraniana para o Óscar de Melhor Filme Estrangeiro, contudo não foi seleccionado.